# Tosterön
Tosterön (ou Tosterön-Aspôn) est la seconde île par importance du lac Mälar en Suède (après Selaön). Elle dépend administrativement de la commune de Strängnäs, .